# فلوکتافنین
فلوکتافنین (انگلیسی: Floctafenine) یک داروی ضدالتهابی غیراستروئیدی (NSAID) است.